# Mohammed Al Wahibi
Mohammed Al Wahibi, né le 12 novembre 2001, est un coureur cycliste omanais.

## Biographie
En 2021, Mohammed Al Wahibi se classe deuxième du championnat d'Oman en ligne. Lors de la saison 2022, il termine à nouveau second de son championnat national. Il fait également partie des cyclistes omanais sélectionnés pour participer au Tour d'Oman, une première à ce niveau. 
En janvier 2024, il devient champion d'Oman sur route,. 

## Palmarès et résultats

### Palmarès par année
- 2021
  - 2e du championnat d'Oman sur route espoirs
  - 2e du championnat d'Oman sur route
- 2022
  - 2e du championnat d'Oman sur route
- 2024
  -  Champion d'Oman sur route

### Classements mondiaux
| Année                                 | 2021  | 2022  | 2023 | 2024  |
| ------------------------------------- | ----- | ----- | ---- | ----- |
| Classement mondial                    | 1151e | 1749e | nc   | 1095e |
| UCI Asia Tour                         | 41e   | 160e  | nc   | 68e   |
|                                       |       |       |      |       |
| Légende : nc = non classéSource : UCI |       |       |      |       |